# Esenbeckia flavohirta
Esenbeckia flavohirta är en tvåvingeart som först beskrevs av Luigi Bellardi 1859.  Esenbeckia flavohirta ingår i släktet Esenbeckia och familjen bromsar. Inga underarter finns listade i Catalogue of Life.